# Michał Staniszewski
Michał Tomasz Staniszewski (Opoczno, Łódź, 16 de setembro de 1973) é um ex-canoísta de slalom polaco na modalidade de canoagem.
Foi vencedor da medalha de prata em slalom C-2 em Sydney 2000, junto com o seu colega de equipa Krzysztof Kołomański.